# Ambivaritusok
Ambivaritusok, ókori belga törzs. Területük a Maastól nyugatra terült el. Egyetlen forrást ismerünk, ami róluk szól, Iulius Caesar „De bello Gallico"-ját, ami így ír róluk (4, 9):
„…Tudomására jutott, hogy a germánok néhány nappal előbb lovasságuk nagy részét zsákmány- és gabonaszerzés céljából átküldték a Mosa folyón az ambivaritusok földjére; erős volt a gyanúja, hogy csak a lovasaikat várják, azért igyekeznek haladékot nyerni."